# 新堀俊明
新堀 俊明（しんぼり としあき、1934年（昭和9年）2月17日 - 2018年（平成30年）3月18日）は、日本のアナウンサー、ニュースキャスター、ジャーナリスト。TBS解説委員、日本大学芸術学部放送学科教授。

## 来歴・人物
東京府東京市牛込区生まれ。早稲田大学第一文学部卒業。
1959年（昭和34年）4月、TBSにアナウンサー6期生として入社（同期にはアナウンサーの池田孝一郎、石井智、川野昌宏、里見恭夫、土屋統督、藤田和弘、料治直矢、相場君子、今井とも子、加藤かな子、加藤珪子、土井誉子、蛭田玲子がいる）。
主にニュース、報道番組、ナレーターを担い、1963年11月報道局ニュース部、1965年12月ニュース取材部、1967年10月ラジオニュース部兼テレビニュース部、1967年11月ラジオニュース部兼アナウンサー研修室付、1970年4月テレビ本部報道局テレビニュース部兼解説室委員に在籍し、報道記者として総理官邸、自民党、大蔵省（現・財務省）、通産省（現・経産省）、経済企画庁（現・内閣府）、科学技術庁（現・文部科学省）、財界などを担当。『JNNニュースデスク』→『JNNニュースコープ』のキャスター、解説委員として『サンデーモーニング』の初代レギュラーコメンテーターを務めた。
報道記者時代には、ベトナム戦争後のハノイを西側ジャーナリストとして初めて取材し、その傷跡を克明にレポートした。この時、取材を共にしていたのが、後に日本人初の宇宙飛行関係者(宇宙飛行士)となった秋山豊寛である。
『ニュースコープ』を担当していた頃の『すばらしき仲間』（1983年10月16日放送分）では、当時夕方のワイドニュースを担当していた民放3局の看板ニュースキャスター（日本テレビの小林完吾、フジテレビの山川千秋、テレビ朝日の小松錬平）を招き、「勢ぞろい!!キャスター裏話」と題して局の垣根を越えた座談会を企画した。新堀の司会のもと、当時話題になっていたロッキード事件の判決報道や読み手としての秘めたる思いを語り合った。
1992年（平成4年）3月にTBSを退社し、日本大学芸術学部放送学科教授に就任した（退職後は同大学非常勤講師）。
2018年3月18日、肺炎のため死去。84歳没。3月23日の通夜と3月24日の葬儀・告別式はいずれも新堀の遺言により、家族葬にて営まれた。このニュースは3月25日の放送の『サンデーモーニング』にて報じられた。

## 親族
練り物製造・販売の佃權は、妻・八重の実家であり、八重は奥多摩地区を中心に民俗調査をしていた。
佃權社長を務めた金子喬一は義弟、その後を継いだ金子久利は甥。

## 出演番組
- 20世紀の記録（1962年、TBSテレビ）[8]
- ダイヤモンドハイウェイ（1963年、TBSラジオ）[7][8]
- 昼ニュース（1963年、TBSテレビ）[8]
- 第一次世界大戦（1966年、TBSテレビ）[8]
- JNNニュースデスク（1970年4月、TBSテレビ）[7][8]キャスター
- 日本沈没（1974年、TBSテレビ）第1話
- クローズアップ（1979年、TBSテレビ）[8]
- JNNニュースコープ（1981年、TBSテレビ）[7][8]キャスター
- サンデーモーニング（1987年 - 1997年、TBSテレビ）[7]レギュラーコメンテーター[2][11]

## ビブリオグラフィ
著書
- 『信頼される伝え手めざすアナウンサー』あいうえお館、1985年。
- 『白櫻 新堀八重遺稿集』図書印刷、1998年。

監修
- 『5つの話で国際問題がわかる』同文書院、1994年。ISBN 978-4810372113。